# Dragonada
La Dragonada (del francès Dragonnade o de l'occità Dragonada, de dragons, cos militar) fou el nom amb què es conegué la política de repressió i abusos aplicada per les tropes reials contra la població de religió protestant durant el segle xvii a França.
Les dragonades varen començar per controlar una sedició contra els impostos iniciada a Rennes el 1636. Davant aquella situació, en Richelieu va permetre, per primer cop dins el seu territori, que l'exèrcit perpetrés totes les exaccions que normalment s'autoritzaven només en territoris conquerits: pillatge, violacions, etc.
La pràctica de les dragonades es va emprendre de nou després de la revocació de l'edicte de Nantes el 1685, pel marquès de Louvois, llavors ministre de la guerra de Lluís XIV, que envià els dragons per tot arreu del regne amb la missió de convertir les comunitats protestants per la força, amb intervencions violentes, refinades i cruels. Els dragons havien de suportar les despeses del seu desplaçament, però s'ho rescabalaven sobradament amb el pillatge sobre el territori.
Les dragonades provocaren nombrosos exilis cap a països protestants i bon nombre de conversions forçades al catolicisme. A les Cevenes (Occitània) foren la causa immediata de la revolta dels camisards (1702-1710), en què sovint s'ha vist un component de resistència protooccitanista contra les exaccions franceses.
En força llengües dragonada ha arribat a equivaler a 'repressió violenta'. En català, però, el diccionari normatiu només recull l'accepció específica de 'persecució dels protestants francesos durant el regnat de Lluís XIV'.